# ايفون راينر
ايفون راينر (بالإنجليزية: Yvonne Rainer) (و. 1934  م) هي مخرجة أفلام، وكاتبة سيناريو، ومصممة رقص، وراقصة، ومصورة فيديو أمريكية، ولدت في سان فرانسيسكو، هي عضوةٌ في الأكاديمية الأمريكية للفنون والعلوم.

## جوائز
حصلت على جوائز منها:
- Anonymous Was A Woman Award [الإنجليزية]‏ (2013)
- جائزة إنجاز العمر للتجمع النسائي للفن [الإنجليزية]‏ (2004)
- زمالة ماك آرثر (أغسطس 1990)
- Courage Award for the Arts [الإنجليزية]‏
- زمالة غوغنهايم.

## وصلات خارجية
- ايفون راينر على موقع IMDb (الإنجليزية)
- ايفون راينر على موقع الموسوعة البريطانية (الإنجليزية)
- ايفون راينر على موقع ألو سيني (الفرنسية)
- ايفون راينر على موقع أول موفي (الإنجليزية)
- ايفون راينر على موقع ديسكوغز (الإنجليزية)
- ايفون راينر على موقع قاعدة بيانات الفيلم (الإنجليزية)
- ايفون راينر على موقع كينوبويسك (الروسية)